# سن-ژوآکئم-دو-شفورد، کبک
سن-ژوآکئم-دو-شفورد (به فرانسوی: Saint-Joachim-de-Shefford) شهری در منطقه شهری لا اوت-یاماسکا ناحیه مونترژی در استان کبک کانادا است. در سرشماری سال ۲۰۱۱ این شهر ۱٬۱۷۹ نفر جمعیت داشته‌است و مساحت آن ۱۲۶٫۹۸ کیلومتر مربع است.